# Димитрис Семсис
Димитрис Семсис или Димитрис Салоникиос (на гръцки: Δημήτριος/Δημήτρης Σέμσης/Σαλονικιός) e известен гръцки музикант, цигулар.

## Биография
Семсис е роден в 1883 година в Струмица в гъркоманско семейство. И баща му и дядо му са цигулари, като Димитрис започва да учи цигулка на 10 години. След края на Първата световна война в 1919 година семейството на Семсис се мести в Солун, Гърция. Семсис се присъединява към група пътуващи музиканти, която обикаля Балканите, Турция, Сирия, Египет, Судан. Около 1920 година Семсис се установява в окупираната от гръцки войски Смирна, където се запознава с изпълнители и композитори от Смирненската школа.
През септември 1922 Семсис бяга от Смирна и пристига като бежанец в Гърция. В 1923 се жени за Димитра Канула и заедно имат 4 деца.
В началото на 1927 година се установява в Атина. Тук Семсис получава прякора Салоникиос (тоест Солунски), защото е смятан за солунчанин от звукозаписните компании. В края на 20-те Семсис е звукозаписен директор в HMV и „Колумбия“. Той е първият инструменталист, чието име се появява върху обложките на плочите. В периода 1924 - 1931 година Семсис участва в стотици записи на традиционна, смирненска и ребетика. В 1928 представя първите си песни. До смъртта си пише над 100 песни.
Умира в 1953 година от рак.